# Leslie Andrew Garay
Leslie Andrew Garay  (* 1924- ), botânico estadunidense, nascido na Hungria, e foi diretor e curador do "Oakes Ames Orchid Herbarium" da Universidade Harvard durante cinco décadas.

## Biografía
Para Garay o período como curador do "Oakes Ames Orchid Herbarium" que durou cinco décadas de sua vida, foi o mais fecundo de sua carreria. Durante este tempo revisou numerosos gêneros de Orquídeas, reclassificando espécies entre diferentes gêneros e também propondo alguns como:

- Chaubardiella proposto en 1969 para 4 espécies procedentes dos gêneros, Stenia, Kefersteinia, Chondrorhyncha, e Chaubardia.
- Amesiella em 1972 para a espécie "Angraecum philippinensis", proveniente de Angraecum, um gênero de espécies africanas.

Gêneros nos quais se encontram reclassificações de Garay:

- Sobralia (1959)
- Elleanthus (1963)
- Amesiella (1972)
- Acineta (1979)
- Palmorchis (1979)

## Algumas publicações
- New & Noteworthy Records for Argentine Orchidology. 1954.  Comunicaciones del Instituto Nacional de Investigación de las Ciencias Naturales. Ciencias botánicas 1: 6
- The first Handbook of Orchid Nomenclature
- Synopsis of the genus Oncidium. 1974. Ed. Herbarium Bradeanum
- The genus oeceoclades Lindl.. 1976. Harvard University. Botanical Museum. Bot.Museum leaflets
- Venezuelan Orchids, Dunsterville, GCK & Leslie A.Garay. Ed. Andre Deutsch,  London & Amsterdam, 1959-76
- A generic revison of the Spiranthinae 1982. Ed. Bot. Museum leaflets, Harvard University
- Classification of orchid species. 1999. En: Harvard Papers in Botany. 4(1): 311, fig. 7B. Cambridge, MA

### Livros
- Natural & artificial hybrid generic names of orchids, 1887-1965. 1966. Botanical Museum leaflets, Harvard University. 212 pp.
- Flora of the Lesser Antilles: Orchidaceae . 1974. Garay, LA, HR Sweet. Ed. Amer Orchid Soc. ISBN 9994116177
- Orchids of Southern Ryukyu Islands. 1974. Leslie A.Garay & Herman R.Sweet. Ed.  Botanical Museum, Harvard University. 180 pp.
- Orchids Venezuela, Dunsterville, GCK & Leslie A Garay. 3 volúmenes. 1979. Publ. Oakes Ames Orchid Herbarium of the Botanical Museum of Harvard University. Cambridge, MA
- Systematics of the genus Stelis SW. 1979. Harvard University. Botanical museum leaflets. 259 pp.
- Index to the orchid herbarium of Oakes Ames in the botanical museum of Harvard University. 1989. Ed. Chadwyck-Healey. 204 pp. ISBN 0898870801

## Abreviatura
A abreviatura Garay se emprega para indicar Leslie A. Garay como autoridade na descrição e classificação científica das plantas. 
Outros botânicos com quem publicou:
- C. Schweinfurth & Garay
- Dodson & Garay
- Garay & C. Schweinfurth
- Garay & Dunsterville
- Garay & G. A. Romero
- Garay & G. C. Kennedy
- Garay & H. R. Sweet
- Garay & Hamer
- Garay & Hespenheide
- Garay & M. Wirth
- Garay & Stacy
- Garay & Sweet
- Garay & W. Kittredge
- H. R. Sweet & Garay
- Hamer & Garay
- Pabst & Garay
- Senghas & Garay
- Teuscher & Garay